# 陈良宇事件
陳良宇事件，或称陈良宇案，中共官方称“上海社保基金挪用案”、“陈良宇同志严重违纪问题”及“陈良宇受贿、滥用职权案”，是指在2006年上海市部分政府官员被中央指控违规动用社会保障基金进行投资活动而遭中央惩处的事件，以及由该事件牵扯出的大量政治、經濟、和法律事件的總稱。目前已知的涉及人员有中共第十六届中央政治局委员兼上海市委书记陈良宇、上海市宝山区区长秦裕、上海市社会保障局局长祝均一、国家统计局局长邱晓华等。
此事件是中华人民共和国进入21世纪第一起因高层政争而引发的涉及中央政治局委员的重大政壇事件，其所牵连之人远不止以上三、四人。其引發的結果也對上海市的經濟社會發展以及普通百姓生活都造成了重大的負面影響，另一方面，也有媒體称，此事件实际上是由令计划等人炮制的一起冤案。

## 背景

### 陈良宇个人
2001年之后，陈良宇先后当选为上海市市长、市委书记，上任后，陈良宇制定了大量政策以加速上海经济发展并力促上海的民生保障工程，力图在20年内将上海建设成为国际经济、金融、贸易、航运中心，其中有不少政策具有相当程度改革创新性。同时，在陈良宇的推动下，许多重大的市政建设和生产项目上马，上海经济成长迅速，而上海市民的实际生活水平亦得到相当程度的改善。另一方面，由于陈良宇制定政策活跃市场经济，使得上海的房地产业快速繁荣，房价逐步上涨。而中共第四代领导人上台后，意图进行经济宏观调控防止经济过热，而时陈良宇却认为经济发展应尊重客观规律，反对过度的行政干预手段，并认为宏观经济调控压制上海发展，于是对中央经济方针进行抵制从而导致中央经济政策无法通行于全国，甚至反驳顶撞时任总理温家宝，而时任胡温政府本身就需要打击削弱上海帮的势力，陈良宇则被视为上海帮的重要成员。

### 上海社保基金情况
1990年，张荣坤在江苏创立沸点投资发展有限公司，注册资金3000万元人民币。2000年，又在上海设立上海沸点投资发展有限公司。2002年初，福禧投资控股有限公司在上海成立，注册资本10亿元。2002年，神秘富豪张荣坤突然崛起于上海商界。上海市政府以32.07亿元人民币的价格，将国有的上海路桥发展有限公司的99.35%股权出售给了当时尚不知名的福禧投资有限公司，这意味着福禧的实际控制人张荣坤一举获得了沪杭高速公路的30年经营权。此后，张荣坤又先后以高价竞拍得嘉金高速公路25年的经营权。到2005年，张已控制了200公里的收费公路使用权，並入股上海电气集团，成为其副董事长。张还在华安基金中占有40%的股份。2005年，他以49亿元资产名列《福布斯》中国富豪榜第16位。但在2002年以前，张荣坤毫无知名度，没有任何出彩的从商经历。从2002年到2006年6月30日，福禧投资控股有限公司资产猛增，达到136.2亿元。但不为人所知的是，张的启动资金全部来自上海社保基金。根据中国中央政府的要求，任何人不得挪用社保基金。

## 发展
2005年底，经济学家郎咸平接到神秘爆料，称张荣坤的资金来源有问题，郎随即进行调查，发现属实，准备在上海电视台财经频道的《财经郎闲评》栏目中加以揭发。郎旋即遭到上海市有关部门的封杀，该档节目也于2006年2月被取消。
2006年初，在原中共上海市委书记、时任中共中央政治局常委、国务院副总理黄菊被查出患有癌症，不得不离职休养后，中纪委开始调查上海社保基金案件，于6月派出调查组进驻上海，并于7月初将上海市财政局局长刘红薇调往财政部，以原上海市审计局局长葛爱玲接任，对社保基金帐目进行审计。
7月17日，张荣坤和上海市社保局长祝均一被勒令接受调查。在调查中，调查组发现张荣坤涉嫌非法取得上海电气和华安基金的股权，8月中旬，上海电气董事长王成明、副总裁韩国璋相继涉嫌违规，被中纪委公开调查。
随着调查的不断深入，矛头逐渐指向上海市委书记陈良宇。8月24日，陈良宇原秘书、时任上海市宝山区区长秦裕被双规。不久，陈在黄浦区任职时的亲信之一，新黄浦集团总裁吴明烈落马。
9月24日，胡锦涛召开中共中央政治局常委会议，审议了中共中央纪律检查委员会《关于陈良宇同志有关问题初核情况的报告》，决定对陈良宇立案调查，并免去其在上海市一切职务，停止其在中央担任的职务。当天，中共中央办公厅通知陈良宇前来北京参加中共十六届六中全会筹备会议，当陈良宇抵达北京后，即被中纪委宣布“双规”。次日，中国各媒体全面公开报道陈良宇被停职且双规的消息。
陈良宇被调查之后，相继又有孙路一、刘红薇、韩方河、郁知非、薛全荣等人因涉嫌腐败案件而被调查。其中孙路一、韩方河、郁知非等人相继落马被捕。随着案件的不断发展，国家统计局局长邱晓华也因涉案被捕。
2007年1月28日，上海市市长韩正说，已全部收回了社保违规资金，连本带息共计37亿元。
2007年6月2日，中共中央政治局常委、国务院副总理黄菊去世，不久，其办公室主任王维工因涉嫌向陈良宇通风报信而遭到中纪委“双规”。据称其已交代出另外30多官员涉嫌犯罪的问题，导致中纪委又单独设立专案组进行深入调查。

## 审判
该案在北京、上海、长春、天津和安徽五省审理。

### 北京
北京负责审判邱晓华，其罪名为重婚罪。根据调查结果，邱虽然前后收取张荣坤22万元礼金，但并未为其谋取利益，因此受贿罪无法成立，只能从其生活作风入手，指控其犯重婚罪。此案已于2007年3月开庭，而他袛判重婚罪名成立，判处有期徒刑一年，邱晓华已于2008年刑满释放。

### 上海
- 上海工投财务部经理李易曾受贿案，具体案值约500万元，2007年9月26日被判处有期徒刑15年；
- 上海工投总裁王国雄受贿案，具体案值约500万元，2007年9月26日被判处无期徒刑；
- 上海市国资委主任凌宝亨受贿案，具体案值约50万元，2007年9月25日被判处有期徒刑8年；
- 上海市国资委副主任吴鸿玫受贿案，具体案值196万元，2007年9月25日被判处有期徒刑11年；
- 上海海欣集团股份有限公司副总裁沈岩受贿案，具体案值70余万元，2007年9月26日被判处有期徒刑3年；
- 上海电气资产管理有限公司投资管理部副部长程彦敏受贿案，具体案值5万元港币、13.2万元人民币，2007年9月26日被判处有期徒刑3年，缓刑5年；
- 上海电气资产管理有限公司副总裁徐伟受贿案，具体案值39.2万元人民币，2007年9月26日被判处有期徒刑7年；
- 上海市房地产管理局土地利用管理处处长朱文锦受贿、非法批准征用土地案，具体案值400多万元人民币，2007年9月26日被判处有期徒刑15年；
- 华安基金总经理韩方河、上海海欣集团股份有限公司海总裁袁永林受贿、操纵股价案，具体案值韩方河400余万元，袁永林100余万元，两人并合伙操纵海欣股份股价，2007年9月26日韩方河被判处有期徒刑18年，袁永林被判处有期徒刑8年；
- 上海市房地产管理局副局长殷国元受贿、巨额财产来源不明、滥用职权、私藏弹药案，2008年8月14日被判处死刑，缓期2年执行，其妻亦以受贿罪判处有期徒刑7年并剥夺政治权利1年[12]；
- 中华人民共和国国家统计局局长邱晓华经法院审理后，被判有期徒刑一年。

### 长春
- 新黄浦集团董事长吴明烈受贿案，案值1000万人民币，2007年9月23日判处无期徒刑；
- 中国华闻投资控股有限公司常务副总裁王政行贿案，单位向吴明烈行贿1000万元，作为单位负责人，2007年9月23日判处有期徒刑3年；
- 上海电气（集团）股份有限公司副总裁韩国璋受贿案，案值600多万人民币，2007年9月23日判处无期徒刑；
- 上海市劳动和社会保障局局长祝均一，受贿约160万元、挪用公款10亿元以及滥用职权，2007年9月23日被判处有期徒刑18年；
- 上海劳动和社保局社保基金监管处处长陆祺伟受贿案，案值约100万元，2007年9月23日被判处有期徒刑8年；
- 上海明园集团董事长李松坚挪用公款案，案值5000万元，另行贿70万元，2007年9月23日被判处有期徒刑3年；
- 上海电气董事长王成明、上海雅苑房地产开发公司董事长严金宝、上广电房地产公司总裁陆天明贪污案，案值3亿元，王成明还涉嫌受贿21万元，2007年9月22日开庭；
- 上海市委副秘书长、上海市委办公厅主任孙路一受贿罪，案值500余万元，2007年9月25日被判处有期徒刑15年；
- 上海市宝山区区长、原陈良宇秘书秦裕受贿罪，案值680万元，2007年9月25日被判处无期徒刑；
- 2008，上海社保案核心人物、商人張榮坤案在吉林被判刑十九年，沒收的資產和處理的罰金共多達十六億元（人民幣，下同）。張榮坤被控行賄及操縱證券市場等五宗罪，行賄高官達兩千九百多萬元，包括行賄已故政治局常委黃菊的秘書王維工九百三十三萬元。2008年4月7日,一审判处19年有期徒刑。[13]
- 2007年12月20日，星期四，上海电气集团原董事长王成明，因为涉嫌上海3亿元人民币社保资金违规挪用的大案，在长春市法院一审宣判被判处死刑，缓期执行。他在2006年8月被双规。上述3亿元是王成明等人借土地转让获取的差价利益。此外，王成明受贿21万元的罪名也宣判成立。与王成明共案的上海闵华公司董事长严金宝被判无期徒刑、上广电房地产公司总经理陆天明被判处有期徒刑15年。

### 天津
- 2008年4月11日，上海市委书记陈良宇在天津市第二中级人民法院受审，被判受贿罪、滥用职权罪，判处有期徒刑18年。[14]

### 安徽
- 上海国际赛车场有限公司副总经理郁知非被控非法占有本单位资金105万元，用于支付个人购房款，涉嫌职务侵占罪，原定于2007年8月16日开庭，后因引起广泛兴趣而改于9月17日在芜湖低调开庭（检控方认定其属于自首，建议从轻处理）[15]；后被判处有期徒刑4年，于2010年2月8日出狱。
- 2008年7月9日上海市长宁区区长陈超贤于宣城市受审，被判受贿罪，判处有期徒刑13年，非法收受他人钱财共计人民币312万余元，宣判后陈超贤当庭表示不上诉[16][17]。

## 关键时间点
- 2006年7月24日：时任福禧投资控股公司董事局主席、富豪张荣坤因涉嫌从上海社会保障基金中违规借贷32亿不明资金而受审。
- 2006年8月9日：上海电气集团股份有限公司执行董事、副总裁韩国璋被调查。张荣坤也在该公司任职，为该公司副董事长兼非执行董事。
- 2006年8月9日：上海劳动和社保局社保基金监管处处长陆祺伟，上海社会保障局长祝均一因涉嫌贪污32亿社保金接受调查。
- 2006年8月10日：上海沸点投资发展有限公司、福禧投资控股有限公司、昆山福禧现代工业园区建设发展有限公司资产被冻结。
- 2006年8月11日：在上海市第十二届人大常委会第29次会议上，祝均一被免职。
- 2006年8月14日：祝均一被终止全国人大代表资格。8月27日，全国人大常委会发布了此公告。
- 2006年8月14日：上海证券交易所股票上海电气在开盘不久后旋即停牌。
- 2006年8月15日：上海电气（集团）总公司董事长和党委书记、上海电气股份有限公司首席执行官、董事长兼执行董事王成明接受调查。
- 2006年8月24日：上海市宝山区区委副书记、区长秦裕因涉嫌本案接受调查。7月他刚从上海市委、市政府办公厅副主任调任至区长。此时也是本案为市委书记陈良宇涉案埋下伏笔。
- 2006年8月25日：《中国证券报》报道：为彻底查清本案，中共中央纪委派出调查组常驻上海。
- 2006年9月24日： 中共中央决定对中央政治局委员、上海市委书记陈良宇严重违纪问题立案检查。
- 2006年9月28日：原中共上海市委副秘书长、市委办公厅主任孙路一涉嫌卷入本案，协助调查。
- 2006年9月28日：上海电气总公司原党委书记、董事长王成明，中国华闻投资控股有限公司原副总裁、上海新黄浦有限责任公司原党委书记、总裁吴明烈两人被撤职并罢免其上海市人大代表职务。
- 2006年10月12日：国家统计局局长邱晓华被撤职；19日国家统计局新闻发言人称邱晓华卷入上海社保资金案，中央纪委正在对其进行审查。
- 2006年10月22日：新华社发文证实：张荣坤被依法逮捕。张荣坤成为本案调查以来第一个被公开宣布已被逮捕的人。
- 2006年10月24日：上海市人民政府新闻发言人小组就德新社、朝日新闻等媒体关于“上海市国资委主任凌宝亨、副主任吴鸿玫是否涉及社保案”一事的提问答复如下：两人正在协助调查。
- 2006年11月3日：上海市委常委、组织部长、国资委党组书记姜斯宪受此案牵连，被贬往海南省任副省长。
- 2006年11月4日：上海市长宁区区长陈超贤因涉嫌严重违纪，正在接受进一步调查处理。
- 2007年5月21日：新华社发布，陈超贤、凌宝亨、上海国际赛车场经营发展有限公司总经理郁知非被开除党籍、开除公职。[18]
- 2007年6月2日，中共中央政治局常委、国务院副总理黄菊在北京病逝。[19]
- 2007年7月18日，前任黄菊秘书王维工被逮捕。[20]
- 2007年7月26日，中共中央政治局决定给予陈良宇开除党籍、开除公职处分，对其涉嫌犯罪问题移送司法机关依法处理。[21]
- 2008年4月11日，上海市委书记陈良宇在天津市第二中级人民法院受审，被判受贿罪、滥用职权罪，判处有期徒刑18年。[22]
- 2008年7月9日，上海市长宁区区长陈超贤在宣城受审，被判受贿罪，判处有期徒刑13年。[17]

## 影响及后果
上海社保基金案爆发之后，上海帮的许多政府官员受到压力，一度甚至有传闻称时任中共中央政治局常委、国务院第一副总理黄菊也要在此事件中倒台，迫使其于2006年9月抱病复出。最终，黄菊本人并未受波及，于2007年6月2日去世，但是在其去世后，其办公室主任王维工旋即被双规和逮捕。同时在陈良宇被双规一个月后，纽约时报报道另一位上海帮成员，时任中共中央政治局常委、全国政协主席贾庆林也涉及上海社保基金案。
中共中央则高调宣传对此案的查处，作为自身反对腐败的证明，并提出“特殊利益集团”这一新概念，指出要防止政府官员成为“特殊利益”代理人。
随着此案调查的深入，上海的各大房地产商大多被发现有非法获取社保基金的行为，罗康瑞等人被迫发表声明，表示将立即归还挪用的社保基金。另外，周正毅的案件又被重新翻起，据传言，已被释放的周正毅又正重新接受调查。目前，此案的调查还在进行中，估计全案的涉案金额将达到100亿元人民币以上。
但亦有不少人认为，类似于上海这样挪用社保基金的行为，每个省市或多或少均有。此案不足以在根本上改变中国的政治经济环境。比如稍晚在广东省发生的社保基金挪用的案件，并未在广东省引发类似反应。
在该案爆发不到一年之后，中国社保基金即被用于投资京沪高铁的建设并参股营运，而随着中国通货膨胀的加剧，社保基金也极大的面临贬值风险。2015年，李克强政府则进一步扩大了社保基金的投资范围。在陈良宇下台几年之后，部分上海市民趋向于怀念其在上海主政时期的政绩，认为陈仅仅是权力博弈的牺牲品，且陈良宇的下台导致了上海经济发展受阻、本地市民权益受损等诸多问题。2007年1月13日出版的《2006年中国法治蓝皮书》将此案及诸多重大法治事件均被收入其中。